# Inside Out (álbum de KatDeluna)
Inside Out é o segundo álbum de estúdioo da cantora e compositora americana de origem Dominicana Kat DeLuna. O álbum foi lançado oficialmente em 16 de abril de 2010. Inside Out teve boas vendas na Europa e em parte da Ásia e não foi lançado em nenhuma parte da América, isso ocorreu pois os primeiros singles de divulgação lançados nos Estados Unidos "Unstoppable", que contou com a parceria do rapper Lil Wayne e fez parte da trilha sonora do filme Os Delírios de Consumo de Becky Bloom, e "Push Push", que contou com a parceria do cantor e produtor Akon, não obteve resultados satisfatórios nas principais tabelas musicais dos EUA, fazendo com que a gravadora redirecionasse sua divulgação e promoção do álbum para a Europa, já que os singles obtiveram uma boa colocação nas tabelas musicais de lá. Depois disso, o álbum teve lançamento exclusivo na Bélgica, França, Polônia e Japão entre 05 de novembro de 2010 e 13 de Julho de 2011. O álbum foi bem sucedido comercialmente principalmente na Bélgica, estreando e atingindo o número 16 na tabela oficial de vendas de álbuns do país.

## Antecedentes e desenvolvimento
Logo após o termino da divulgação do seu álbum anterior, 9 Lives, Kat DeLuna lançou em Janeiro de 2009 o single "Unstoppable", com Lil Wayne e produzida por RedOne, que estava marcado para ser o primeiro single de seu segundo álbum. No entanto, foi cancelado. Em abril de 2009, DeLuna anunciou o título do álbum que iria se chamar Inside Out. No mês seguinte DeLuna lançou um single promocional, "Dance Bailalo", canção essa que não entrou na tracklist oficial do álbum Inside Out, por motivos desconhecidos. Depois de uma pausa de meses na divulgação do álbum, Kat DeLuna lança o single "Push Push", com Akon. Todos os singles, inclusive o promocional, não obtiveram bons resultados nos Estados Unidos. Mas tarde, s segundo single oficial, "Party O'Clock" foi lançado em 5 de novembro de 2010. O terceiro single, "Dancing Tonight", produzido por  EightySix, foi lançado em 22 de fevereiro de 2011 e tornou-se número #1 na parada da Billboard Dance dos Estados Unidos. Foi a única música do álbum que obteve bom desempenho na América.Em maio de 2011 DeLuna lançou um último single do álbum, "Drop It Low", que é também será o primeiro single de seu próximo álbum Viva Out Loud.
DeLuna descreveu o seu segundo álbum como:
| “ | Ele é Vocalmente e musicalmente mais forte. Além disso, o título, Inside Out, sugere a maneira que eu tenho trabalhado com este álbum e como ele foi gerado. As pessoas vão reconhecer neste álbum uma mulher diferente em mim. Quero aproveitar esta oportunidade para me apresentar como compositora. Eu estive envolvida em cada aspecto deste álbum. | ” |
|   | — Kat DeLuna, Nochelatina. |   |

## Inside Out: The Mixtape
Inside Out: The Mixtape é a primeira mixtape oficial lançada por Kat DeLuna. A mixtape foi lançada para os fãs no dia 10 de setembro, 2010 e conta com 14 faixas, sendo que 7 faixas são registros inéditos, sendo algumas dessas músicas demo. As canções adicionais contidas na Mixtape são canções descartadas para entrar na tracklist oficial do álbum Inside Out, que foram gravadas no ano de 2009 e 2010.
Na mixtape DeLuna fez um cover da canção "California Gurls", da cantora Katy Perry, que foi renomeada como "New York City Gurls". O registro foi bastante criticado pelos fãs e por alguns sites dedicados a cultura pop. Muitos disseram que DeLuna, na verdade, viu o cover como oportunidade de divulgar seu novo trabalho.

## Lançamento e versões do álbum
No início, o álbum foi lançado na Bélgica em 5 de novembro de 2010, pela Universal Motown. O álbum foi lançado apenas na Europa. O álbum obteve uma versão diferente lançada no Leste Europeu em 21 de janeiro de 2011, versão essa que teve uma capa diferente da versão lançada na Bélgica e conta com uma faixa à mais na tracklist, a faixa “Muevete Muevete”. A versão japonesa do álbum foi lançado em 13 de julho de 2011, pela gravadora Manhattan Recordings. A versão japonesa também conta com novas faixas e  com uma nova capa, dessa vez, diferente das versões lançadas na Bélgica e no leste Europeu. No total, o álbum tem 3 capas oficiais diferentes.

## Faixas

### Edição padrão
| Versão padrão na Bélgica e Itunes |                                                    |         |  |
| N.º                               | Título                                             | Duração |  |
| 1.                                | "Push Push" (com participação de Akon)             | 3:09    |  |
| 2.                                | "Party O’Clock"                                    | 3:35    |  |
| 3.                                | "Dancing Tonight" (com participação de Fo Onassis) | 3:27    |  |
| 4.                                | "Be There"                                         | 3:52    |  |
| 5.                                | "Oh Yeah (La La La)"                               | 3:35    |  |
| 6.                                | "One Foot Out of the Door"                         | 3:42    |  |
| 7.                                | "All In My Head"                                   | 3:40    |  |
| 8.                                | "Rock the House"                                   | 2:55    |  |
| 9.                                | "Calling You"                                      | 3:14    |  |
| 10.                               | "Be There (Ballad Version)"                        | 3:44    |  |
| 11.                               | "Unstoppable" (com participação de Lil Wayne)      | 4:02    |  |

| Versão padrão para países do Leste Europeu |                                                         |         |  |
| N.º                                        | Título                                                  | Duração |  |
| 10.                                        | "Unstoppable" (com participação de Lil Wayne)           | 4:02    |  |
| 11.                                        | "No Me Olvides (Versão em espanhol da música Be There)" | 3:43    |  |
| 12.                                        | "Muevete Muevete"                                       | 3:27    |  |

| Versão padrão no Japão |                                                         |         |  |
| N.º                    | Título                                                  | Duração |  |
| 1.                     | "Push Push" (com participação de Akon)                  | 3:39    |  |
| 2.                     | "Dancing Tonight" (com participação de Fo Onassis)      | 3:27    |  |
| 3.                     | "Boom Boom (Tequila)"                                   | 3:38    |  |
| 4.                     | "Drop It Low" (com participação de Fatman Scoop)        | 3:42    |  |
| 5.                     | "Oh Yeah (La La La)" (com participação de Elephant Man) | 3:38    |  |
| 6.                     | "Party O’Clock"                                         | 3:35    |  |
| 7.                     | "One Foot Out of the Door"                              | 3:44    |  |
| 8.                     | "Be There"                                              | 3:51    |  |
| 9.                     | "Rock the House"                                        | 2:55    |  |
| 10.                    | "Unstoppable" (com participação de Lil Wayne)           | 4:02    |  |
| 11.                    | "Can You Love Me"                                       | 4:02    |  |
| 12.                    | "Calling You"                                           | 3:14    |  |
| 13.                    | "All In My Head"                                        | 3:42    |  |
| 14.                    | "Be There (Ballad Version)"                             | 3:44    |  |

| Versão especial lançada como Mixtape |                                                      |         |  |
| N.º                                  | Título                                               | Duração |  |
| 1.                                   | "Push Push" (com participação de Akon)               | 3:39    |  |
| 2.                                   | "Dance Bailalo"                                      | 3:27    |  |
| 3.                                   | "Unstoppable" (com participação de Lil Wayne)        | 4:02    |  |
| 4.                                   | "Calling You"                                        | 3:47    |  |
| 5.                                   | "Be There, Eightysix (Andras Vleminckx)"             | 3:57    |  |
| 6.                                   | "Club On Smash"                                      | 4:33    |  |
| 7.                                   | "Party O'Clock"                                      | 3:35    |  |
| 8.                                   | "Everybody Dance" (com participação de Elephant Man) | 4:58    |  |
| 9.                                   | "New York City Gurls" (com participação de Onassis)  | 3:48    |  |
| 10.                                  | "Turn Me Up"                                         | 3:44    |  |
| 11.                                  | "Put It On" (com participação de Lil Wayne)          | 4:49    |  |
| 12.                                  | "Make Love" (com participação de Akon)               | 3:47    |  |
| 13.                                  | "Need You Now"                                       | 4:49    |  |
| 14.                                  | "A Change (Tribute to Haiti)"                        | 3:46    |  |

## Recepção geral
Posições nas paradas
| Paradas (2010/2011)              | Melhor posição |
| -------------------------------- | -------------- |
| Belgian Albums Chart             | 16             |
| French Albums Chart              | 114            |
| Japanese Albums Chart (Flanders) | 47             |

| Paradas (2010/2011)            | Melhor posição |
| ------------------------------ | -------------- |
| Belgian Albums Chart           | 16             |
| Belgian Albums Chart           | 41             |
| French Albums Chart (Flanders) | 114            |